# Devon Aoki
Devon Edwenna Aoki (New York, 10 agosto 1982) è una modella e attrice statunitense. Ha debuttato nel mondo dello spettacolo a soli 14 anni.

## Biografia
Terzogenita delle seconde nozze del wrestler e ristoratore giapponese Hiroaki "Rocky" Aoki e della designer di gioielli anglo-tedesca Pamela Hilburger, nonché sorellastra del DJ Steve Aoki. Devon è cresciuta e ha studiato a Malibù e Londra. Nella capitale inglese, è stata assunta da Storm Model Agency ed è presto diventata una delle modelle più richieste.
I suoi lavori nel mondo della moda includono servizi editoriali per Harper's Bazaar con Patrick Demarchelier, per l'edizione americana di Vogue con Steven Meisel, per quella inglese con Mario Testino, per W Magazine con Paolo Roversi, per The Face con Ellen von Unwerth, per le edizioni francese e russa di Vogue, per I.D. Magazine e per Dutch.
Devon è inoltre apparsa sulla copertina del numero celebrativo del trentesimo anniversario di Interview, fotografata da David LaChapelle. Devon è una delle modelle preferite da stilisti e fotografi di tutto il mondo e ha lavorato per numerose campagne pubblicitarie di Chanel con Karl Lagerfeld, Versace con Steven Meisel, Wella con Ellen von Unwerth, Cerruti con Annette Aurell e Moschino.
Il suo appeal internazionale le ha permesso di diventare un volto familiare in Giappone, dove ha fatto da testimonial a prodotti di società come Shiseido, L'Oréal, Sunsystems, Toyota e Peachtree Juices. Devon è poi passata alla televisione e al cinema esordendo in un sensazionale video dei Primal Scream accanto a Kate Moss. È inoltre apparsa nei videoclip Electric Barbarella dei Duran Duran, The Way You Look di Elton John e i singoli dei The Killers Bones, Just Another Girl e Waste It On Me dei BTS.

### Vita privata
Dal 2009 è impegnata con l'analista finanziario James Bailey dal quale ha avuto quattro figli: James Hunter Jr. (2011), Alessandra Linville (2013), Eleanor (2015) ed Evelyn (2020).

## Filmografia
- Death of a Dynasty, regia di Damon Dash (2003)
- 2 Fast 2 Furious, regia di John Singleton (2003)
- D.E.B.S. - Spie in minigonna (D.E.B.S.), regia di Angela Robinson (2004)
- Sin City, regia di Robert Rodriguez, Frank Miller e Quentin Tarantino (2005)
- DOA: Dead or Alive, regia di Corey Yuen (2006)
- Friendly Fire, regia di Michele Civetta – mediometraggio (2006)
- Rogue - Il solitario (War), regia di Philip G. Atwell (2007)
- Mutant Chronicles, regia di Simon Hunter (2008)
- Rosencrantz and Guildenstern Are Undead, regia di Jordan Galland (2009)

### Video musicali
- Act a Fool – Ludacris (2003)
- Bones – The Killers (2006)
- M.I.L.F. $ – Fergie (2016)
- Waste It on Me – Steve Aoki feat. BTS (2018)

## Agenzie
- One Management - New York
- D'management Group - Milano
- Colors Model Management - Spagna
- Storm Model Agency - Londra
- City Models - Parigi
- Talents Models
- MY Model Management
- Artform - Tel Aviv